# Lancaster Township (comtat de Lancaster)
Lancaster Township, Township of Lancaster o simplement Lancaster és un civil township al comtat de Lancaster, Pennsilvània, Estats Units. Es troba a la zona central del comtat i envolta en part la ciutat de Lancaster. D'acord al cens del 2020 hi vivien 18.591 habitants.
El township de Lancaster és un dels sis suburbis que embolcallen la ciutat de Lancaster.

## Història
El township de Lancaster s'establí el 1729 com un dels disset townships primigenis del comtat de Lancaster. Era el més petit dels townships, amb els seus límits definits pel riu Conestoga, Manor Township, el rierol Little Conestoga, East Hempfield Township i Manheim Township. Més tard es s'escindí una franja de dues milles de la part nord de Lancaster Township per crear la seu del comtat de Lancaster.
A mesura que Lancaster creixia en població i en activitat econòmica, calien carreteres i ferrocarrils més grans per estendre's als seus suburbis, inclòs el Lancaster Township. La ciutat fins i tot tenia el seu propi canal de navegació, el Conestoga Channel al riu Conestoga.
El creixement de Lancaster Township va ser lent però constant, amb un creixement d'unes 150 persones per dècada abans del 1900. Avui dia Lancaster ha esdevingut un township majoritàriament residencial.

## Geografia
Segons l'Oficina del Cens el township té una superfície total de 6.0 milles quadrades (16 km2) totes de terra ferma. Limita amb el riu Conestoga al sud i a l'est i el seu afluent, el Little Conestoga Creek, a l'oest.
La major part del township és a l'oest i al sud de la ciutat de Lancaster, però els exclavaments més petits del township es troben a l'est i al sud-est de la ciutat. Els seus townships limítrofs són Manheim Township, la ciutat de Lancaster, East Lampeter Township, Pequea Township, el borough de Millersville, Manor Township i East Hempfield Township.
El township conté el poble de Bausman, una comunitat no incorporada que té la seva pròpia oficina de correus i codi postal (17504), mentre que la resta del township està cobert pels codis postals 17603 i 17602. Altres llocs al township són School Lane Hills, Woodlawn, Hamilton Park, Colonial Manor, Wabank, Engliside i Conestoga Woods.
Al township hi ha l'antiga residència d'estiu del president James Buchanan, Wheatland, situada al 1120 de Marietta Avenue. La mansió d'estil federal del 1828 és un National Historic Landmark i ha estat restaurada per reflectir el període d'ocupació de Buchanan a mitjans del segle XIX. Wheatland apareix al segell del township.

## Govern i política
Lancaster està governat per una Junta de Supervisors de tres membres, que exerceixen mandats esglaonats de sis anys (cada dos anys se'n substitueix un).
A les eleccions municipals del 3 de novembre de 2009, la candidatura de Tony Allen fou derrotat per un quart mandat com a supervisor pel demòcrata Benjamin Bamford en unes renyides eleccions. Els resultats inicials donaren a Bamford un marge de victòria d'11 vots, o menys de la meitat de l'un per cent dels vots emesos. Els resultats no oficials foren 1.188 vots per Bamford a 1.177 vots per Allen. Després que 27 votants registrats sol·licitessin a la junta electoral un recompte manual, el marge de Bamford augmentà a 13 vots dels 2.371 vots emesos, amb 1.192 vots per Bamford als 1.179 d'Allen (50,2% a 49,8%). En un comtat amb una llarga tradició republicana,  la victòria de Bamford fou històrica. Quan Bamford prengué possessió, Lancaster es convertí en el primer township del comtat a ser governat per una junta majoritàriament demòcrata.

## Demografia
Segons el cens del 2000, tenia 13.944 habitants, 5.892 habitatges, i 3.694 famílies, resultant-ne una densitat de 2,314.9 habitants per milla quadrada (893.8/km2). Hi havia 6.094 habitatges amb una densitat mitjana de 1,011.7 per milles quadrades (390.6/km2). El perfil racial del township, d'acord als criteris de l'Oficina del Cens era d'un 84,08% de blancs, un 6,45% d'afroamericans, un 0,09% de nadius americans, un 2,09% d'asiàtics, un 0,01% d'illencs del Pacífic, un 5,24% d'altres races i un 2,03% de dues o més races. Els hispans o llatins de qualsevol raça eren el 9,65% de la població.
Dels 5.892 habitatges en un 25,5% hi vivien menors de 18 anys, en un 49,8% hi vivien parelles casades, en un 9,7% dones solteres i un 37,3% no eren families. En el 28,7% dels habitatges hi vivien persones soles, l'11,0% de les quals corresponia a persones de 65 anys o més vivint soles. A cada habitatge hi vivien de mitjana 2,29 persones i, pel que fa als domicilis ocupats per famílies, ascendia a 2,82 persones.
La població es repartia en les següents franges etàries: un 20,7% eren menors de 18 anys, un 9,3% entre 18 i 24, un 28,3% entre 25 i 44, un 22,3% entre 45 i 60 i un 19,4% 65 anys o més. La mitjana d'edat era de 39 anys. Per cada 100 dones hi havia 85,9 homes. Per cada 100 dones de 18 o més anys hi havia 82,4 homes.
La renda mediana per habitatge era de 44.459 $ i la renda mediana per família de 52.961 $. Els homes tenien una renda mediana de 37.522 $ mentre que la de les dones era de 26.286 $. La renda per capita mitjana era de 25.555 $. Un 7,0% de les famílies i el 9,9% de la població general estava per davall del llindar de pobresa, entre ells el 18,3% dels menors de 18 anys i el 5,4% dels 65 o més.

## Educació
Lancaster Township, així com Lancaster City pròpiament dita, reben serveis d'escolarització pel districte escolar de Lancaster . El districte escolar té 13 escoles primàries, quatre escoles secundàries i un institut. D'aquestes tretze, al township, hi ha tres escoles primàries (James Buchanan, Thomas H. Burrowes i Elizabeth R. Martin) i una escola secundària (Wheatland).